# 大野市DAINOUスポーツランド
大野市DAINOUスポーツランド（おおのしダイノウスポーツランド）は、福井県大野市上大納にあるクロスカントリースキーコースおよび夏季トレーニング施設である。
旧大野郡和泉村が大野市と合併する以前はIZUMIクロスカントリースキー場（イズミクロスカントリースキーじょう）を名称として使用していたが、合併後に現在の名称である「大野市DAINOUスポーツランド」に変更した。

## 概要
閉山した中竜鉱山の社宅街跡地および福利厚生施設などを利用して開設された。
- 滑走距離 : 最大5 km
- 標高差 : 最大75 m
- 雪面 : 常時圧雪
- トラック : シングル

常時クラシカルとフリーどちらの滑走もできるよう整備されている。周回コースであるが一部対面区間がある。2か所でショートカットでき、これを利用すれば急峻な登行・滑降を避けられ歩くスキーや初心者向きとなる。

ワクシングルームとホームトラック上の計時ハウスが常設されている。